# Gabriel Jesus
Pour les articles homonymes, voir Jésus (homonymie).
Gabriel Fernando de Jesus, né le 3 avril 1997 à São Paulo au Brésil, est un footballeur international brésilien évoluant au poste d'attaquant à l'Arsenal FC

## Biographie

### Jeunesse et formation
Né dans un quartier pauvre de la région nord de São Paulo, Gabriel connaît une enfance difficile. Son père meurt alors qu'il est jeune et sa mère doit s'occuper seule de lui, de ses deux frères et de sa sœur. Il fait ses premiers pas de footballeur dans le petit club local d'Anhangüera et s'impose rapidement comme le joueur star de son équipe. Alors que plusieurs équipes brésiliennes s'intéressent déjà à lui, il inscrit 29 buts lors d'un tournoi U15 : Palmeiras le repère et l'engage dans la foulée.
Avec la catégorie U18 du club, Gabriel Jesus inscrit pas moins de 54 buts en 48 rencontres. Surclassé en U20, il finit également co-meilleur buteur de son équipe lors de la Copa São Paulo o Futebol Júnior. Les dirigeants de la SE Palmeiras lui proposent alors son premier contrat professionnel.

### Carrière en club

#### SE Palmeiras (2015-2017)
Le 15 janvier 2015, il signe un contrat qui le lie au club de Palmeiras jusqu'en décembre 2019.
Il fait ses débuts professionnels en mars 2015 sous la direction de Marcelo Oliveira face à Bragantino. Il inscrit son premier but quatre mois plus tard, le 15 juillet, en coupe du Brésil. Lors de cette saison il participe à 20 matches de Brasileirão, huit matches de Campeonato Paulista et neuf matches de coupe, compétition qu'il remporte avec Palmeiras. Pour sa première année, il marque sept buts au total.
L'année suivante, il se révèle grâce à ses performances en Copa Libertadores où il marque quatre buts en cinq rencontres. En championnat, les buts se font également plus nombreux : Gabriel Jesus inscrit dix buts et délivre trois passes décisives lors de ses treize premiers matches. Lors du mercato estival européen, de nombreux médias dévoilent l'intérêt de clubs européens tels que l'Inter Milan, le Real Madrid, le Paris Saint-Germain ou le FC Barcelone. Gabriel assure de son côté vouloir continuer avec Palmeiras jusqu'à la fin de saison pour pouvoir jouer le titre en championnat. Acheté par Manchester City durant l'été 2016 et prêté à Palmeiras jusqu'à la fin du championnat brésilien, il rejoint l'effectif des Citizens le 1er janvier 2017.

#### Manchester City (2017-2022)
En février 2017, après seulement cinq matches au cours desquels il marque quatre buts, il se fracture le cinquième métatarsien droit et est indisponible trois mois. Il retrouve les terrains peu avant la fin de saison, inscrivant cinq buts et donnant deux passes décisives en six matches. En septembre 2017, il figure sur la liste des 50 meilleurs joueurs de moins de 21 ans publiée par L'Équipe, à la sixième place.
Le 7 novembre 2018, il inscrit son premier triplé avec Manchester City contre le Chakhtar Donetsk, en Ligue des champions. Le 9 janvier 2019, il inscrit un quadruplé lors d'une victoire 9 à 0 en match aller des demi-finales de la coupe de la Ligue 2018-2019 contre Burton Albion.
À la fin de cette saison, Gabriel a quitté City, où il a soulevé un total de 11 titres. Quatre titres de Premier League, quatre Carabao Cups, une FA Cup et deux Community Shields. Il a fait 236 apparitions, et a été sur le terrain pendant 14 297 minutes, a marqué 95 buts et fourni 46 passes décisives.

#### Arsenal FC (Depuis 2022)
Le 4 juillet 2022, il s'engage avec Arsenal pour cinq saisons, soit jusqu'en 2027. Il y porte le numéro 9, laissé libre par Alexandre Lacazette. Sur les 7 premiers matchs qu'il dispute avec le club de la capitale, toutes compétitions confondues et matchs amicaux inclus, Gabriel Jesus marque 9 buts, (dont deux doublés et un triplé, et 2 passes décisives, le soir d'un doublé). En moyenne, il était sur le terrain 62 minutes par match, et a donc été directement impliqué dans un but toutes les 40 minutes seulement.
Lors de la saison 2023-2024 de Champions League, Jesus devient le premier joueur de l'histoire à être buteur lors de ses quatre premières apparitions dans la compétition pour un club anglais, Arsenal.

### Sélection nationale
Gabriel Jesus participe avec la sélection brésilienne à la Coupe du monde des moins de 20 ans 2015 organisée en Nouvelle-Zélande. Lors de la compétition, il joue six matches et inscrit un but contre le Nigeria. Le Brésil atteint la finale de la compétition, où elle est battue par la Serbie. En 2016, Gabriel Jesus est également convoqué pour disputer les Jeux olympiques avec l'équipe nationale des moins de 23 ans du Brésil.
Le 1er septembre 2016, Gabriel Jesus débute en équipe nationale face à l'Équateur à Quito lors d'un match comptant pour les éliminatoires de la Coupe du monde 2018. Il réalise un doublé qui contribue au succès 3 à 0 du Brésil,.
Tite le sélectionne pour jouer la Coupe du monde 2018, les brésiliens s'arrêteront en quarts-de-finale contre la Belgique. Gabriel Jesus disputera la Copa América 2019 où les brésiliens remporteront l'édition face au Pérou en finale. Deux ans plus tard, il participera à la Copa América 2021, où le Brésil n'aura pas la même réussite puisqu'il s'inclinera en finale contre l'Argentine.
Le 7 novembre 2022, il est sélectionné par Tite pour participer à la Coupe du monde 2022. Durant la phase de groupes, après une entrée en jeu en fin de match face à la Serbie (2-0) puis face à la Suisse (1-0), Gabriel Jesus est titulaire lors du match contre le Cameroun (0-1). Atteint d'une entorse du genou droit lors de cette rencontre, il est contraint de renoncer à participer au reste de la Coupe du monde.

## Statistiques

### Statistiques détaillées
| Saison                | Club                  | Championnat           | Championnat | Championnat | Championnat | Coupe nationale | Coupe nationale | Coupe nationale | Coupe de la Ligue | Coupe de la Ligue | Coupe de la Ligue | Supercoupe | Supercoupe | Supercoupe | Compétition(s) continentale(s) | Compétition(s) continentale(s) | Compétition(s) continentale(s) | Compétition(s) continentale(s) | Ligue régionale | Ligue régionale | Ligue régionale | Brésil | Brésil | Brésil | Total | Total | Total |
| Saison                | Club                  | Division              | M.          | B.          | P.d.        | M.              | B.              | P.d.            | M.                | B.                | P.d.              | M.         | B.         | P.d.       | Comp.                          | M.                             | B.                             | P.d.                           | M.              | B.              | P.d.            | M.     | B.     | P.d.   | M.    | B.    | P.d.  |
| 2015                  | Palmeiras             | Brasileirão           | 20          | 4           | 3           | 9               | 3               | 1               | -                 | -                 | -                 | -          | -          | -          | -                              | -                              | -                              | -                              | 8               | 0               | 0               | -      | -      | -      | 37    | 7     | 4     |
| 2016                  | Palmeiras             | Brasileirão           | 27          | 12          | 5           | 2               | 0               | 0               | -                 | -                 | -                 | -          | -          | -          | CL                             | 5                              | 4                              | 0                              | 12              | 5               | 0               | 6      | 5      | 3      | 52    | 26    | 8     |
| Sous-total            | Sous-total            | Sous-total            | 47          | 16          | 8           | 11              | 3               | 1               | -                 | -                 | -                 | -          | -          | -          | -                              | 5                              | 4                              | 0                              | 20              | 5               | 0               | 6      | 5      | 3      | 89    | 33    | 12    |
| 2016-2017             | Manchester City       | Premier League        | 10          | 7           | 4           | 1               | 0               | 1               | 0                 | 0                 | 0                 | -          | -          | -          | C1                             | 0                              | 0                              | 0                              | -               | -               | -               | 1      | 0      | 0      | 12    | 7     | 5     |
| 2017-2018             | Manchester City       | Premier League        | 29          | 13          | 3           | 0               | 0               | 0               | 4                 | 0                 | 0                 | -          | -          | -          | C1                             | 9                              | 4                              | 0                              | -               | -               | -               | 15     | 5      | 2      | 57    | 22    | 5     |
| 2018-2019             | Manchester City       | Premier League        | 29          | 7           | 3           | 6               | 5               | 4               | 5                 | 5                 | 1                 | 1          | 0          | 0          | C1                             | 6                              | 4                              | 0                              | -               | -               | -               | 13     | 8      | 2      | 60    | 29    | 10    |
| 2019-2020             | Manchester City       | Premier League        | 34          | 14          | 7           | 4               | 2               | 0               | 6                 | 1                 | 1                 | 1          | 0          | 0          | C1                             | 8                              | 6                              | 3                              | -               | -               | -               | 4      | 0      | 1      | 57    | 23    | 12    |
| 2020-2021             | Manchester City       | Premier League        | 27          | 9           | 4           | 5               | 2               | 0               | 1                 | 1                 | 0                 | -          | -          | -          | C1                             | 7                              | 2                              | 0                              | -               | -               | -               | 8      | 0      | 3      | 48    | 14    | 7     |
| 2021-2022             | Manchester City       | Premier League        | 26          | 8           | 8           | 4               | 1               | 2               | 1                 | 0                 | 0                 | -          | -          | -          | C1                             | 8                              | 3                              | 1                              | -               | -               | -               | 9      | 1      | 0      | 48    | 13    | 11    |
| Sous-total            | Sous-total            | Sous-total            | 155         | 58          | 29          | 20              | 10              | 7               | 17                | 7                 | 2                 | 2          | 0          | 0          | -                              | 38                             | 19                             | 4                              | -               | -               | -               | 50     | 14     | 8      | 282   | 108   | 50    |
| 2022-2023             | Arsenal FC            | Premier League        | 26          | 11          | 6           | -               | -               | -               | 1                 | 0                 | 0                 | -          | -          | -          | C3                             | 6                              | 0                              | 1                              | -               | -               | -               | 3      | 0      | 0      | 36    | 11    | 7     |
| 2023-2024             | Arsenal FC            | Premier League        | 27          | 4           | 5           | -               | -               | -               | 1                 | 0                 | 0                 | -          | -          | -          | C1                             | 8                              | 4                              | 3                              | -               | -               | -               | 5      | 0      | 0      | 41    | 8     | 8     |
| 2024-2025             | Arsenal FC            | Premier League        | 17          | 3           | 0           | 1               | 0               | 0               | 4                 | 4                 | 1                 | -          | -          | -          | C1                             | 5                              | 0                              | 1                              | -               | -               | -               | 0      | 0      | 0      | 27    | 7     | 2     |
| Sous-total            | Sous-total            | Sous-total            | 70          | 18          | 11          | 1               | 0               | 0               | 6                 | 4                 | 1                 | 0          | 0          | 0          | -                              | 19                             | 4                              | 5                              | -               | -               | -               | 8      | 0      | 0      | 104   | 26    | 17    |
| Total sur la carrière | Total sur la carrière | Total sur la carrière | 269         | 91          | 48          | 31              | 13              | 8               | 22                | 8                 | 3                 | 2          | 0          | 0          | -                              | 62                             | 27                             | 9                              | 20              | 5               | 0               | 64     | 19     | 11     | 470   | 163   | 79    |

### Buts internationaux
| Buts internationaux de Gabriel Jesus | Buts internationaux de Gabriel Jesus | Buts internationaux de Gabriel Jesus            | Buts internationaux de Gabriel Jesus | Buts internationaux de Gabriel Jesus | Buts internationaux de Gabriel Jesus | Buts internationaux de Gabriel Jesus | Buts internationaux de Gabriel Jesus |
|                                      | Date                                 | Lieu                                            | Adversaire                           | Score                                | Résultat                             | Compétition                          | Sél.                                 |
| ------------------------------------ | ------------------------------------ | ----------------------------------------------- | ------------------------------------ | ------------------------------------ | ------------------------------------ | ------------------------------------ | ------------------------------------ |
| 1.                                   | 1er septembre 2016                   | Estadio Olimpico Atahualpa, Quito, Equateur     | Équateur                             | 0-2                                  | 0-3                                  | Éliminatoires Coupe du monde 2018    | 1re                                  |
| 2.                                   | 1er septembre 2016                   | Estadio Olimpico Atahualpa, Quito, Equateur     | Équateur                             | 0-3                                  | 0-3                                  | Éliminatoires Coupe du monde 2018    | 1re                                  |
| 3.                                   | 7 octobre 2016                       | Arena das Dunas, Natal, Brésil                  | Bolivie                              | 4-0                                  | 5-0                                  | Éliminatoires Coupe du monde 2018    | 3e                                   |
| 4.                                   | 12 octobre 2016                      | Estadio Metropolitano, Mérida, Vénézuéla        | Venezuela                            | 0-1                                  | 0-2                                  | Éliminatoires Coupe du monde 2018    | 4e                                   |
| 5.                                   | 16 novembre 2016                     | Estadio Nacional, Lima, Pérou                   | Pérou                                | 0-1                                  | 0-2                                  | Éliminatoires Coupe du monde 2018    | 6e                                   |
| 6.                                   | 11 octobre 2017                      | Allianz Parque, São Paulo, Brésil               | Chili                                | 2-0                                  | 3-0                                  | Éliminatoires Coupe du monde 2018    | 11e                                  |
| 7.                                   | 11 octobre 2017                      | Allianz Parque, São Paulo, Brésil               | Chili                                | 3-0                                  | 3-0                                  | Éliminatoires Coupe du monde 2018    | 11e                                  |
| 8.                                   | 10 novembre 2017                     | Stade Pierre-Mauroy, Villeneuve-d'Ascq, France  | Japon                                | 1-3                                  | 1-3                                  | Match amical                         | 12e                                  |
| 9.                                   | 27 mars 2018                         | Stade olympique de Berlin, Berlin, Allemagne    | Allemagne                            | 0-1                                  | 0-1                                  | Match amical                         | 15e                                  |
| 10.                                  | 10 juin 2018                         | Stade Ernst-Happel, Vienne, Autriche            | Autriche                             | 0-1                                  | 0-3                                  | Match amical                         | 17e                                  |
| 11.                                  | 12 octobre 2018                      | Université du Roi-Saoud, Riyad, Arabie saoudite | Arabie saoudite                      | 0-1                                  | 0-2                                  | Match amical                         | 23e                                  |
| 12.                                  | 26 mars 2019                         | Fortuna Arena, Prague, République tchèque       | Tchéquie                             | 1-2                                  | 1-3                                  | Match amical                         | 27e                                  |
| 13.                                  | 26 mars 2019                         | Fortuna Arena, Prague, République tchèque       | Tchéquie                             | 1-3                                  | 1-3                                  | Match amical                         | 27e                                  |
| 14.                                  | 6 juin 2019                          | Stade Mané Garrincha, Brasilia, Brésil          | Qatar                                | 2-0                                  | 2-0                                  | Match amical                         | 28e                                  |
| 15.                                  | 9 juin 2019                          | Stade Beira-Rio, Porto Alegre, Brésil           | Honduras                             | 1-0                                  | 7-0                                  | Match amical                         | 29e                                  |
| 16.                                  | 9 juin 2019                          | Stade Beira-Rio, Porto Alegre, Brésil           | Honduras                             | 4-0                                  | 7-0                                  | Match amical                         | 29e                                  |
| 17.                                  | 3 juillet 2019                       | Mineirão, Belo Horizonte, Brésil                | Argentine                            | 1-0                                  | 2-0                                  | Copa América 2019                    | 34e                                  |
| 18.                                  | 7 juillet 2019                       | Stade Maracanã, Rio de Janeiro, Brésil          | Pérou                                | 2-1                                  | 3-1                                  | Copa América 2019                    | 35e                                  |
| 19.                                  | 2 juin 2022                          | Seoul World Cup Stadium, Séoul, Corée du Sud    | Corée du Sud                         | 1-5                                  | 1-5                                  | Match amical                         | 55e                                  |

## Palmarès

### En club
|  | Palmeiras - Serie A - Champion : 2016 - Coupe du Brésil - Vainqueur : 2015 |  | Manchester City - Premier League - Champion : 2018, 2019, 2021 et 2022 - Coupe d'Angleterre - Vainqueur : 2019 - Coupe de la Ligue anglaise - Vainqueur : 2018, 2019, 2020 et 2021 - Community Shield - Vainqueur : 2018 et 2019 - Ligue des champions - Finaliste : 2021 Arsenal FC - - Premier League : - Vice champion en 2024 |

### En sélection nationale
- Finaliste de la Coupe du monde U20 en 2015
- Vainqueur des Jeux olympiques d'été en 2016
- Vainqueur de la Copa América en 2019
- Finaliste de la Copa América en 2021

### Distinctions personnelles
- Élu Trophée "Craque do Brasileirão" du meilleur espoir en 2015[18].
- Élu meilleur joueur du championnat brésilien en 2016[19].
- Meilleur buteur du championnat du Brésil en 2016.
- Meilleur buteur de la Coupe de la Ligue anglaise en 2019.